# Eccaparadoxides oelandicus
Eccaparadoxides oelandicus е вид трилобит, намерен в пластове от геоложикия период камбрий. Фосилните остатъци от този трилобит се използват за датиране на литографски слоеве . Видовото име, трилобита получава от мястото, където е открит за първи път — остров Йоланд, Швеция. Въпреки това, фосили на този трилобит са открити и в други региони където има скални пластове от камбрий.